# Regimentul 46/61 Infanterie (1916-1918)
Regimentul 46/61 Infanterie a fost o unitate de nivel tactic de rezervă constituită la începutul anului 1917, prin contopirea Regimentului 46 Infanterie și Regimentului 61 Infanterie. 
În timpul campaniei din anul 1916 cele două regimente au făcut parte din Brigada 34 Infanterie. Ca urmare a pierderilor suferite, în cadrul procesului de reorganizare a armatei de la începutul anului 1917, s-a decis contopirea celor două unități într-un singur regiment și resubordonarea acestuia Brigăzii 23 Infanterie, alături de Regimentul 45/60 Infanterie.

## Campania anului 1917
În campania din anul 1917, Regimentul 45/60 Infanterie  a participat la acțiunile militare în dispozitivul de luptă al Diviziei 12 Infanterie, luând parte la Bătălia de la Mărășești. În această campanie, regimentul a fost comandat de locotenent-colonelul Vasile Voiculescu.:p. 49